# Juan Ignacio de Pareja y Arteta
Juan Ignacio de Pareja y Arteta (Baba, 1776-Guayaquil, 1838) fue un político y marino ecuatoriano, con el rango de general de brigada.

## Biografía
Nació en la ciudad de Baba en 1776 hijo de Joaquín Pareja y Troya (1743-1804) Teniente y Capitán de Dragones milicianos del partido de Baba en 1770, Padre General de Menores de Guayaquil Alcalde Santa Hermandad en 1772, Regidor y luego Alférez Real de Guayaquil en 1788; y de doña María Ignacia Mariscal y Endérica ambos naturales de Baba. Vivió su juventud en casa de la familia ubicada por la plaza Matriz de Guayaquil. En 1797 ingresa a la Escuela de la Real Compañía Naval de Cádiz como Guardiamarina logrando el grado de Capitán de Fragata. En 1806 contrajo matrimonio con Josefa Navarro oriunda de Cádiz y de regreso en Guayaquil en 1816 junto a su familia no actuó en la independencia. En 1821 comandó una flotilla que llevaba víveres al Chocó razón por la cual el Libertador lo ascendió a Capitán. En 1822 dictaba clases de artillería naval en Guayaquil. Fue examinador de la Escuela Náutica de Guayaquil. A fines de año en 1824 comandó la flotilla al Chocó para recoger tropas y llevarlas al bloqueo del Callao. Ocupó las funciones de Mayor General Comandante del IV Departamento de Marina, asistió al sitio del Callao. En enero de 1825 formó parte de la Junta de Oficiales Generales que dispuso la prisión de Guisse por sus abusos cometidos en Guayaquil. A principios de 1826 es ascendido a Capitán de Fragata y a Oficial Mayor de la Secretaría de Marina con sede en Bogotá siendo reemplazado por Illingworth. Para la Convención de Ocaña fue electo Diputado suplente por Guayaquil interviniendo en las sesiones y sostuvo la dictadura de Bolívar. Intervino en los sucesos de la Guerra Peruano Colombiana interviniendo como uno de los defensores de Guayaquil. El 19 de mayo de 1830 apoyó la separación del Departamento de Guayaquil para formar la República del Ecuador. Juan José Flores siendo presidente lo designa como General de Brigada, Miembro del Consejo de Estado y Prefecto del Guayas. Al año siguiente es electo diputado por Guayaquil. En 1833 es Comandante General del Departamento de Guayaquil. Intervino en los sucesos de la Revolución Chihuahua defendiendo la permanencia de Flores. Fallece el general Pareja en 1848 siendo su única hija Ignacia Pareja Navarro. 